# Biserica de lemn din Vârteșca

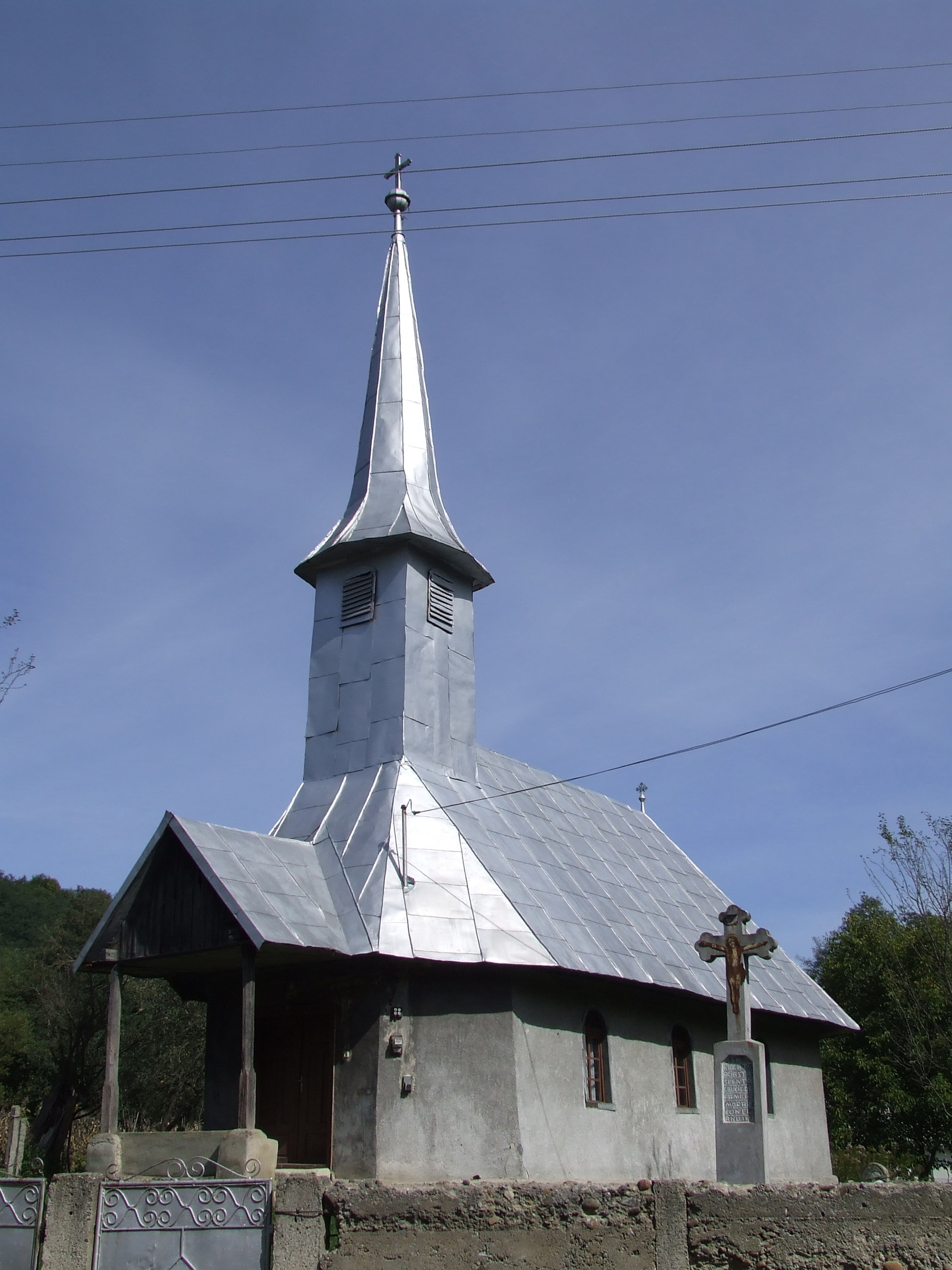
Vedere de ansamblu, din drum (septembrie 2007)

Biserica de lemn din Vârteșca se află în localitatea Vârteșca din comuna Zalha, județul Sălaj. Din punct de vedere administrativ, localitatea este relativ nouă, fiind atestată pentru prima dată abia în anul 1913. Vechea biserică de lemn a satului Hășmaș a fost adusă în această localitate cu aproximativ 80 de ani în urmă  spre a fi lăcaș de închinăciune puținelor familii care locuiau aici. Biserica era datată cu aproximație din secolul XVIII.
În anul 1955, biserica a fost renovată cu banii strânși de la enoriași.
În urma incendiului din data de 14 septembrie 2010, biserica a fost în mare măsură distrusă, reprezentantul ISU Sălaj estimând că biserica a ars în proporție de 80 la sută. Biserica nu figura pe noua listă a monumentelor istorice.

## Istoric și trăsături

Biserica de lemn din Vârteşca surprinsă de un martor ocular, arzând în 14 septembrie 2010

Primele informații cu privire la această mică bisericuță le găsim în șematismele bisericii greco-catolice. Astfel, la anul 1896 această biserică era folosită de credincioșii din parohia Hășmaș. Purta hramul Sfinții Arhangheli, era din lemn, construită în anul 1700.
La puțin timp după vizita făcută în Vârteșca de episcopului Iuliu Hossu la data de 24 iunie 1926, biserica de lemn din Hășmaș este reconstruită aici, șematismul Eparhiei de Cluj-Gherla din anul 1947 menționând ca an al edificării bisericii din Vârteșca anul 1927. Din aceeași sursă aflăm că starea bisericii este bună iar noul său hram este Sfântul Nicolae.
După această dată, biserica este reparată în repetate rânduri, lucrările făcute cu aceste ocazii alterându-i aspectul inițial. Una din aceste lucrări a avut loc în anul 1955, renovată fiind de către Ciubăncan Augustin, conform inscripției păstrate pe unul din stâlpii de la intrare. În urma acestor lucrări, peste acoperișul de șindrilă a fost pusă tablă, pereții bisericii fiind tencuiți atât în interior cât și în exterior.
În ultima perioadă, comunitatea creștinilor care foloseau biserica era constituită ca filie, alături de filia Valea Lungă, a parohiei Zalha. Toate bisericile din această parohie, inclusiv biserica din Vărteșca, aveau hramul Sfinții Arhangheli Mihail și Gavriil.
Sub aspect planimetric, biserica de lemn din Vârteșca constituia un caz singular printre bisericile de lemn din Sălaj. Unicitatea acestui plan consta în faptul că biserica avea pronaosul poligonal iar, absida altarului era pentagonală, nedecroșată. Intrarea în biserică se făcea prin latura de vest, ușa fiind adăpostită de o mică prispă. Acoperișul, unitar, inițial a fost din șindrilă, ulterior fiind pusă tablă. Peste pronaos se afla un mic turn-clopotniță îmbrăcat în tablă.  Turnul, în partea superioară avea deschizături dreptunghiulare pentru ca sunetele celor două clopote să poată fi auzite. Pronaosul bisericii era tăvănit, în timp ce naosul era acoperit de o boltă semicilindrică. Absida altarului era acoperită de o boltă sub forma unui sfert de sferă, realizată din lemn. Pereții interiori erau tencuiți, ulterior pictați. S-a considerat că aceste picturi nu prezintă importanță. Bolta naosului era pictată în albastru, fiind reprezentate steluțe. Printre acestea au fost inserate patru medalioane în care erau reprezentați sfinți. Decorul albastru cu steluțe era utilizat și în cazul bolții absidei altarului. 

## Imagini

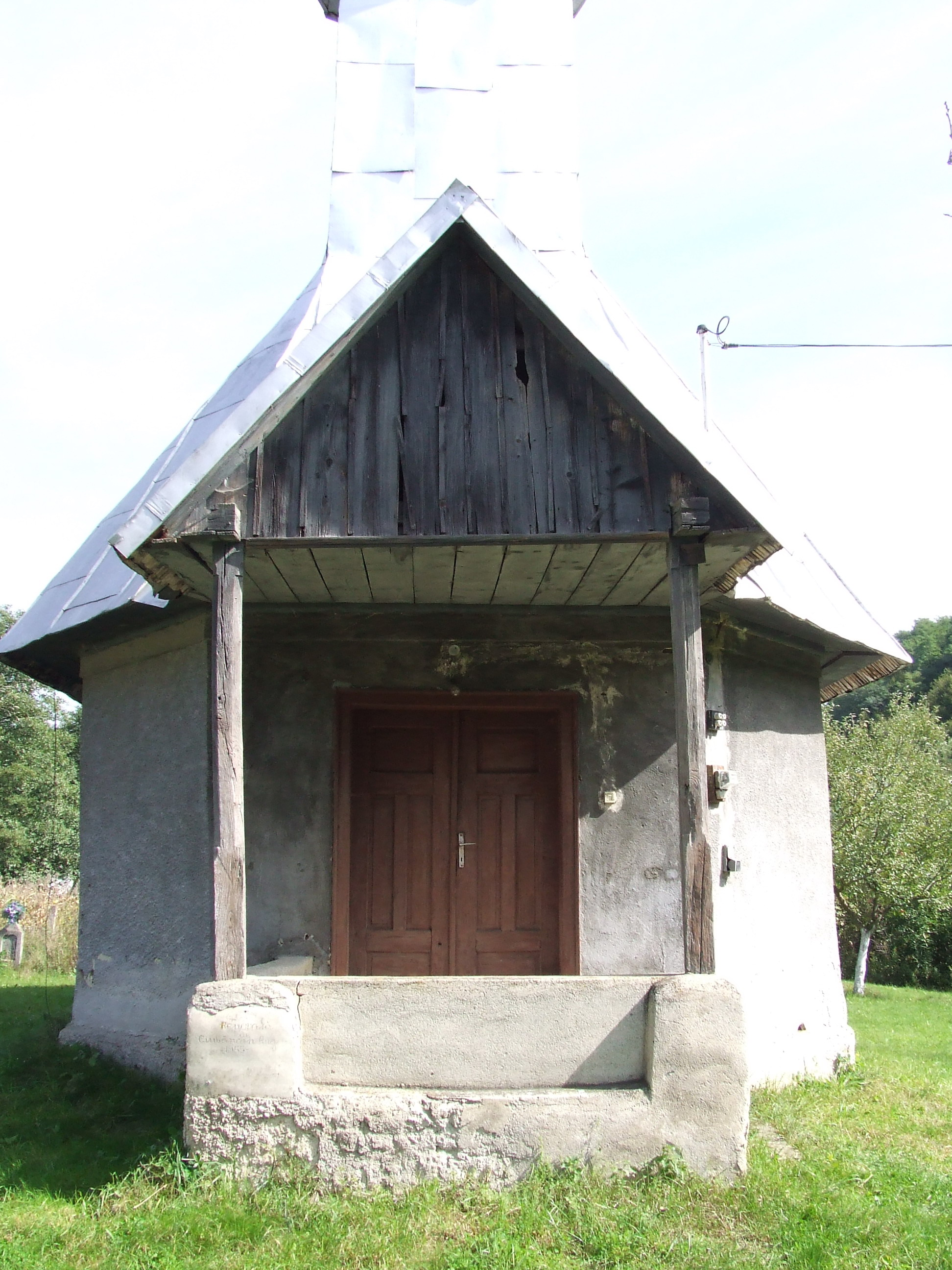
Intrarea în biserică
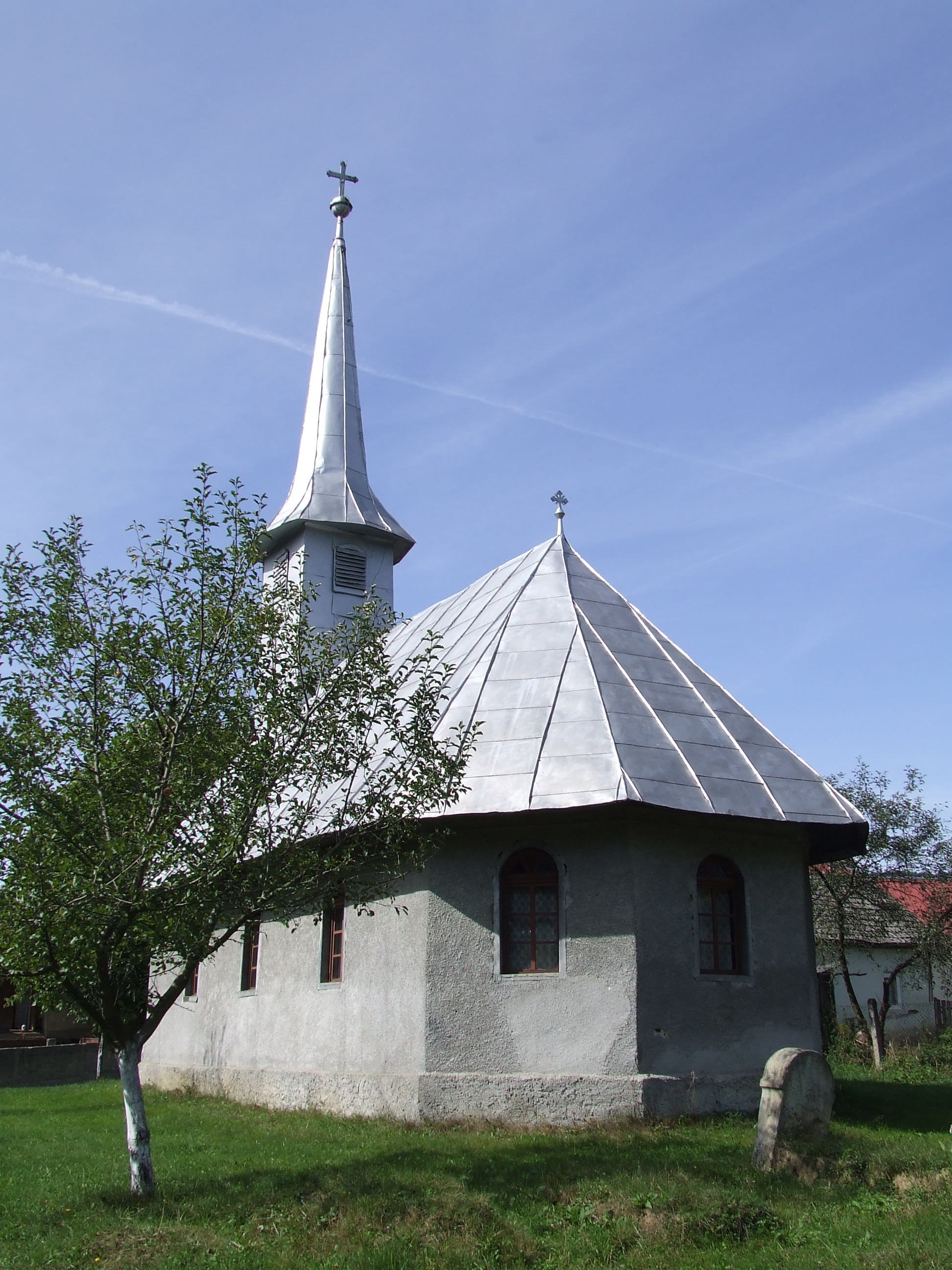
Vedere spre absida altarului
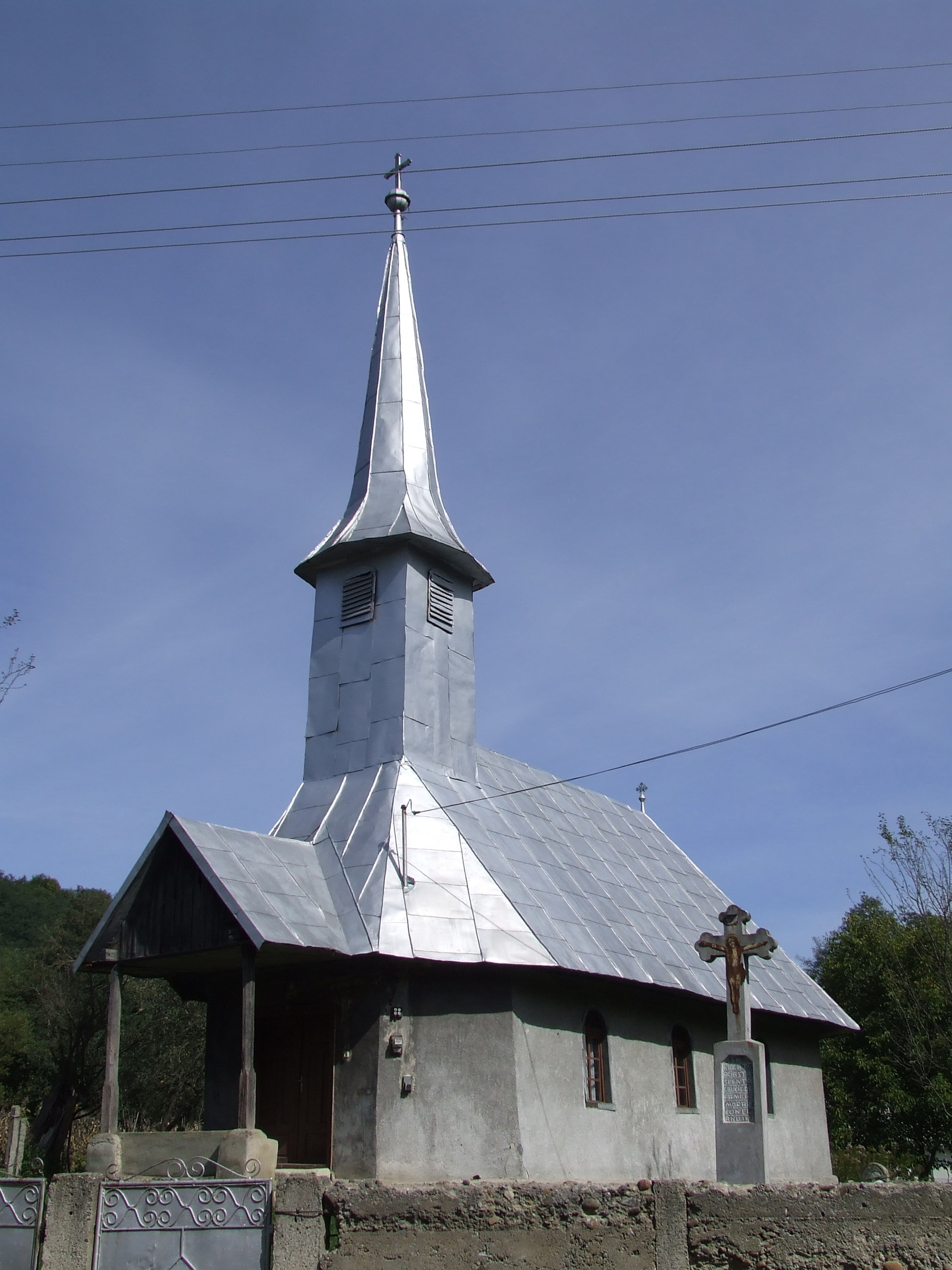
Vedere de ansamblu, din drum
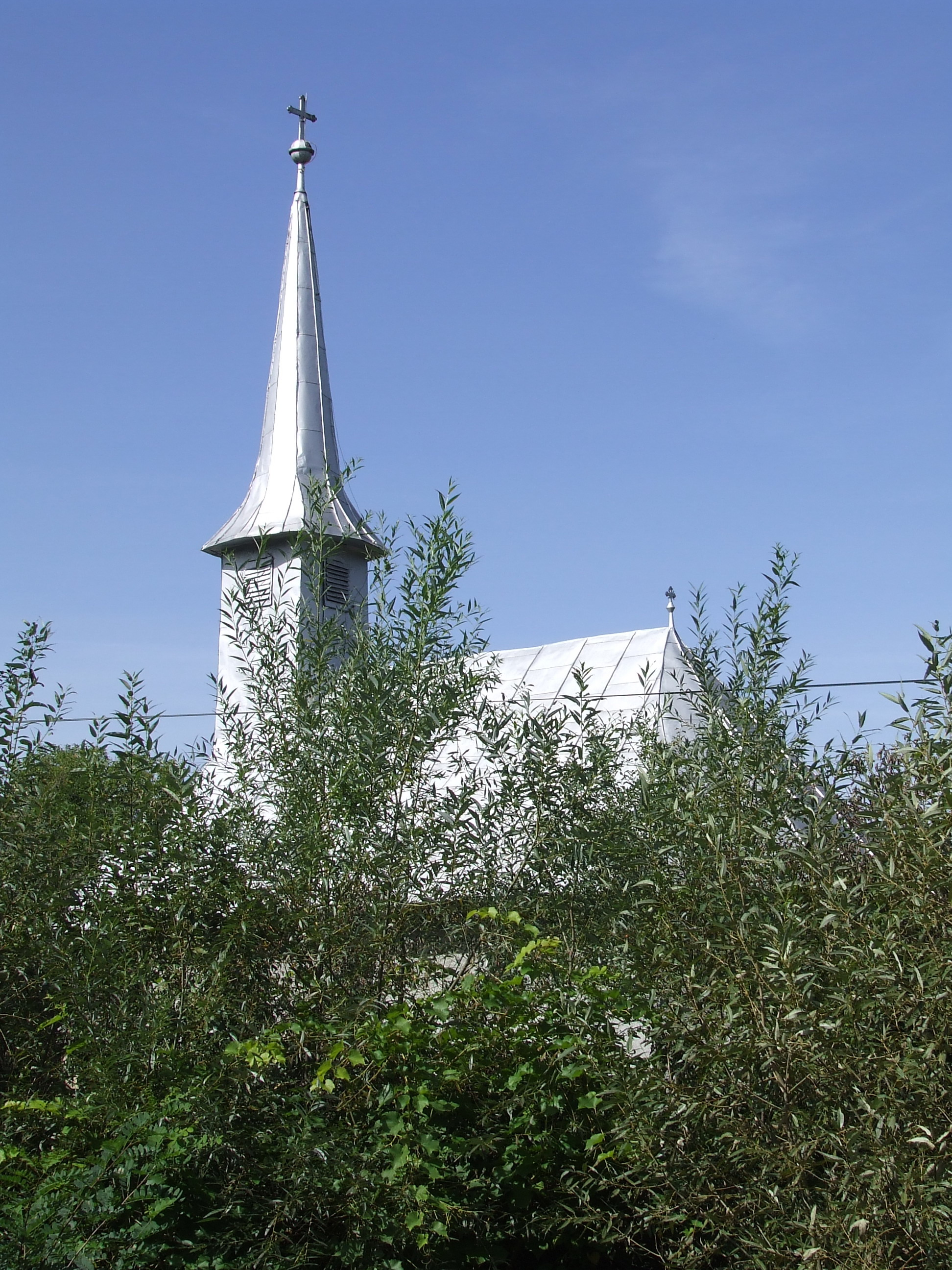
Vedere de peste vale
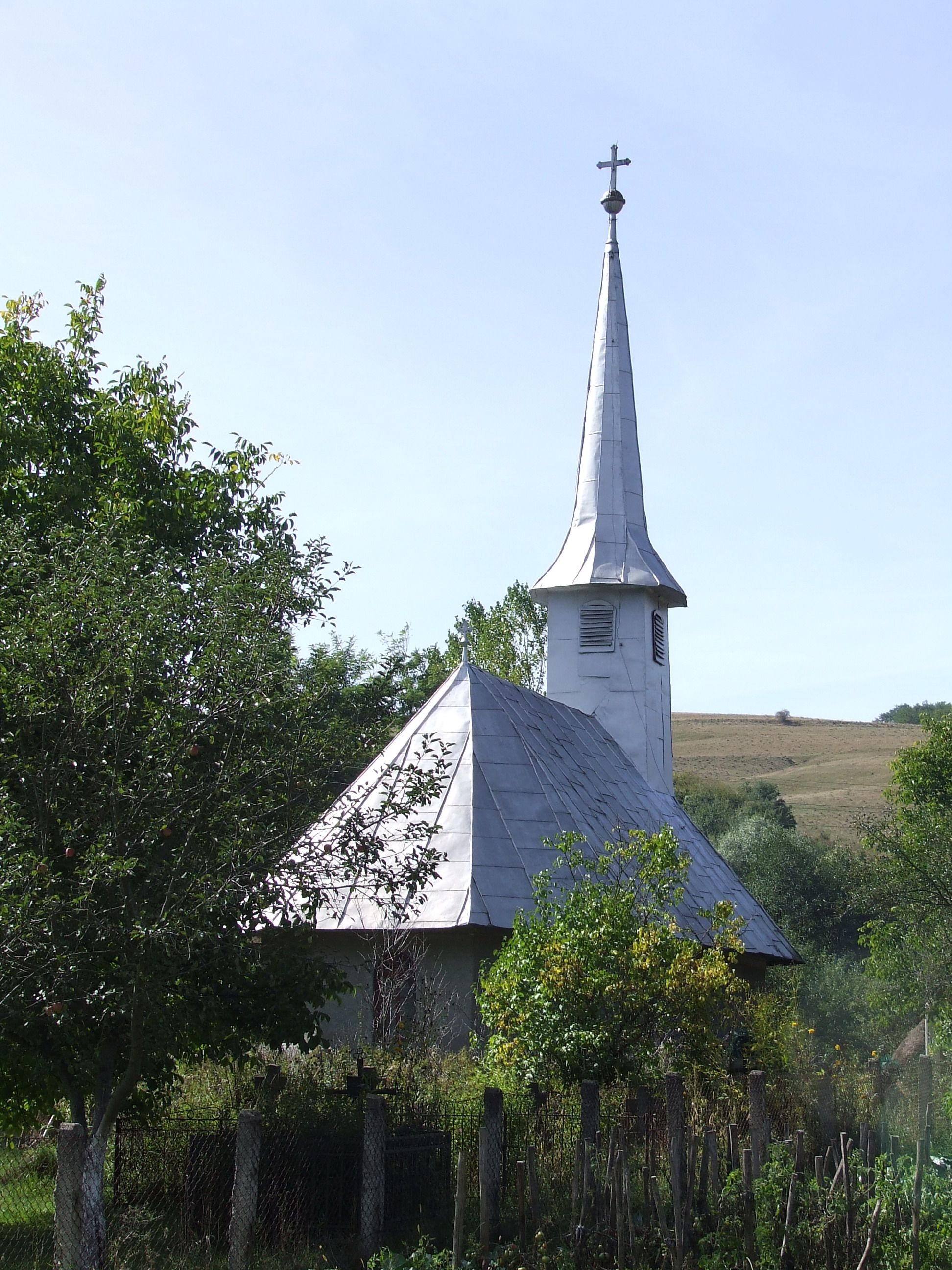
Biserica văzută din grădini
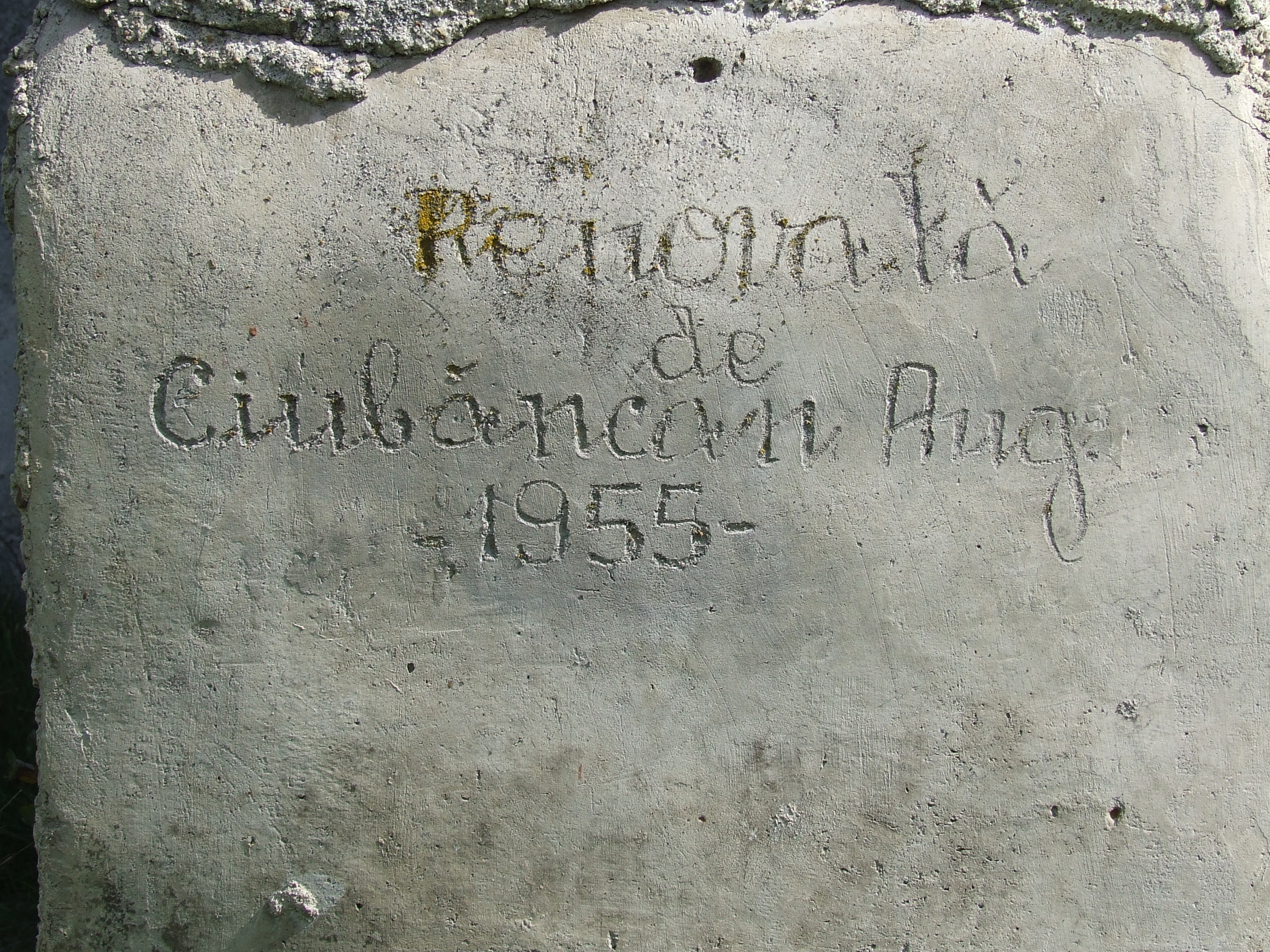
Inscripţia care aminteşte de renovarea din anul 1955
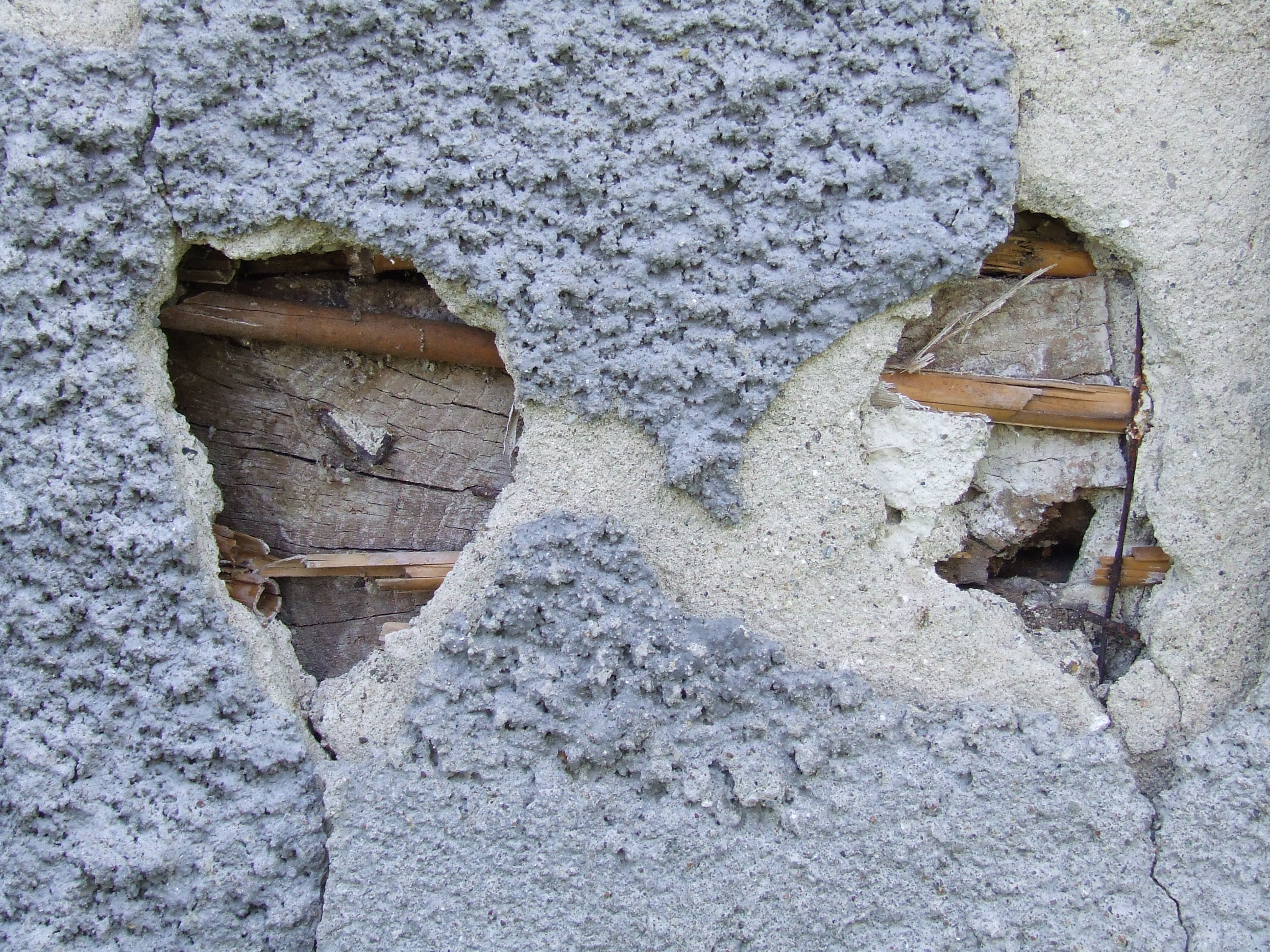
Lemnul de sub tencuială
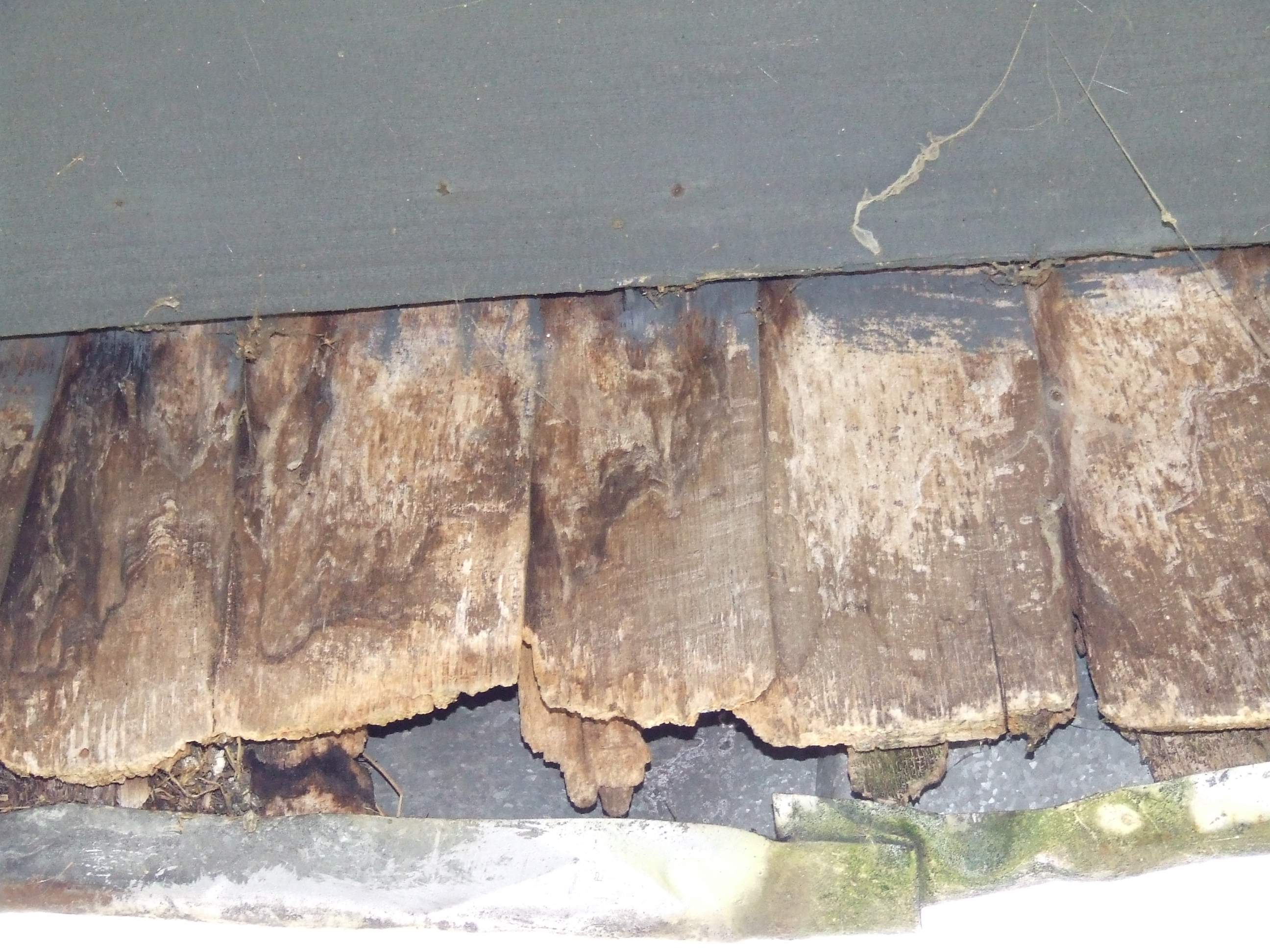
Şindrilă sub tablă
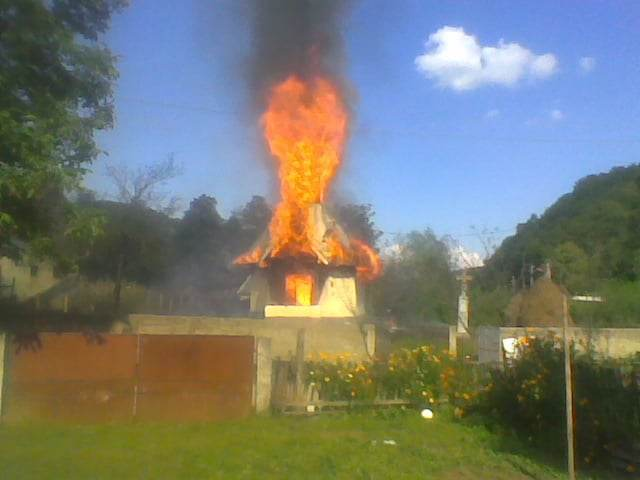
Biserica, în flăcări.
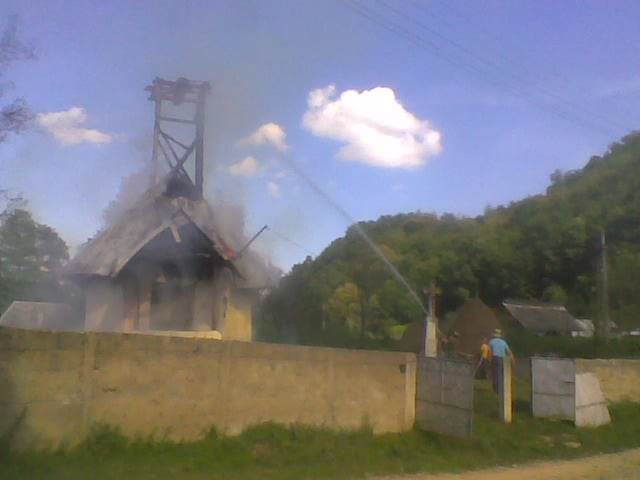
Intervenția pompierilor.
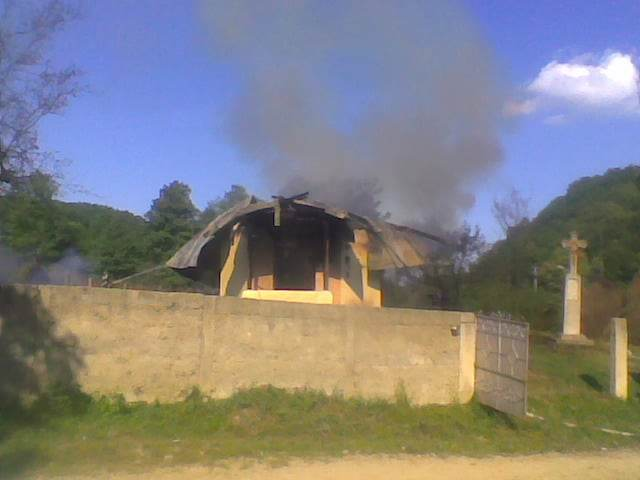
Biserica arsă.